# Saint-Laurent-de-Mure
Saint-Laurent-de-Mure település Franciaországban, Rhône megyében. Lakosainak száma 5651 fő (2022. január 1.). Saint-Laurent-de-Mure Colombier-Saugnieu, Grenay, Satolas-et-Bonce, Saint-Bonnet-de-Mure és Saint-Pierre-de-Chandieu községekkel határos.

## Népesség
A település népessége az elmúlt években az alábbi módon változott:
| Lakosok száma | 5361 | 5391 | 5450 | 5377 | 5417 | 5458 | 5609 | 5621 | 5651 |
|               | 2013 | 2015 | 2016 | 2017 | 2018 | 2019 | 2020 | 2021 | 2022 |